# 岳父受死吧
《岳父受死吧》(Why Don't You Just Die!）是於2018年上映，由俄羅斯導演基里爾索科洛夫所執導的俄羅斯電影。劇情描述身兼警察和世界上最強悍的父親安德烈，將自稱女兒男友的馬提夫迎進公寓，卻意外在自己的公寓內上演了一場腥風血雨。帶著鐵錘前來為女友報仇的馬提夫、遭好友欺瞞的警察埃夫吉尼奇、以及對自己滿腹怨恨的女兒奧莉亞，都各自有著對自己大開殺戒的理由。

## 劇情
盛怒的馬提夫（亞歷山大茲涅佐夫飾）帶著鐵錘，在女友家門前按下門鈴，準備襲擊這位從未謀面的準岳父，為女友奧莉亞（葉芙戈尼亞克里耶史德飾）復仇。沒想到開門卻是滿臉橫肉的警探安德烈（維塔利哈耶夫飾）——奧莉亞兇惡的父親和唯唯諾諾的母親。馬提夫藏起鐵錘，尷尬地與準岳父岳母共進早餐。然而安德烈早已嗅到不尋常的氣息，懷疑眼前這名青年的意圖。

## 演員
| 演員                                                  | 角色       |
| ----------------------------------------------------- | ---------- |
| 亞歷山大茲涅佐夫（Alexander Alexandrowitsch Kusnezow) | 馬提夫     |
| 維塔利哈耶夫（Vitaliy KHAEV）                         | 安德烈     |
| 葉芙戈尼亞克里耶史德（Evgeniya KREGZHDE）             | 奧莉亞     |
| 米凱爾戈瑞沃（Mikhail GOREVOY）                       | 埃夫吉尼奇 |
| 艾琳娜舍甫琴科（Elena SHEVCHENKO）                    | 塔夏       |

## 獎項紀錄
GRIMMFEST 2019 AWARDS （页面存档备份，存于）
- BEST BEST FEATURE FILM: Why Don’t You Just Die!
- BEST DIRECTOR: Kirill Sokolov, Why Don’t You Just Die!
- BEST SFX: Why Don’t You Just Die!
- BEST CINEMATOGRAPHY: Why Don’t You Just Die!

## 外部連結
- 互联网电影数据库（IMDb）上《岳父受死吧》的资料（英文）
- 爛番茄上《岳父受死吧》的資料（英文）
- Yahoo奇摩電影上《岳父受死吧》的資料（繁體中文）
- 開眼電影網上《岳父受死吧》的資料（繁體中文）